# Teleuci
Teleuci (ros. Телеуты, nazwa własna тадар – tadar, байат-пачат – bajat paczat) – turecka grupa etniczna, zamieszkująca w południowej Syberii (Rosja), głównie w obwodzie kemerowskim.
Ojczystym językiem jest południowy dialekt języka ałtajskiego, należącego do grupy języków tureckich; w ostatnich latach dla coraz większej liczby Teleutów językiem ojczystym jest język rosyjski.
Teleuci wyznają głównie szamanizm.
Według wyników spisu powszechnego w 2002 r. Federację Rosyjską zamieszkiwało 2650 Teleutów.